# Roberto Alcaide García
Roberto Alcaide García (nascido em 22 de março de 1978) é um ciclista paralímpico espanhol que já participou, representando a Espanha, de três edições dos Jogos Paralímpicos (Atenas 2004, Pequim 2008 e Londres 2012). Nestes Jogos, obteve quatro medalhas paralímpicas (2008: prata e bronze; 2004: ouro e prata). É tetracampeão mundial e europeu e foi condecorado com a Medalha da Ordem Real ao Mérito Esportivo em 2015.

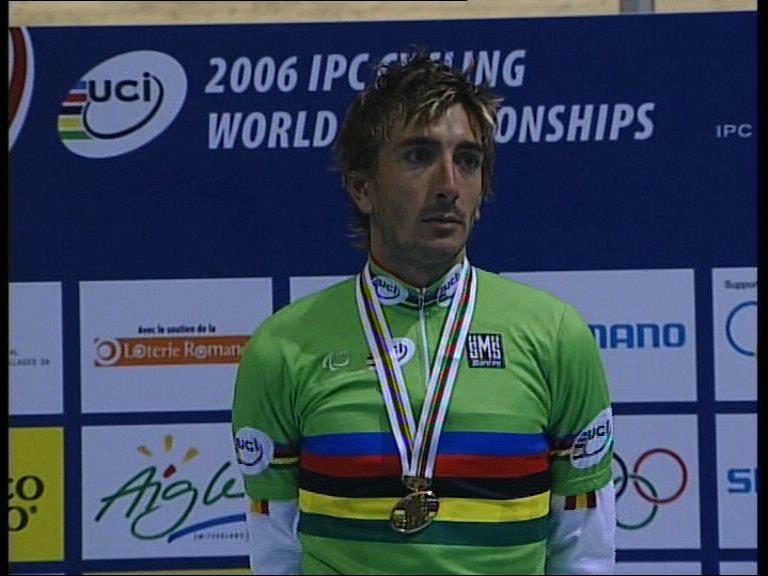
Campeão mundial em 2006